# Allirahu
Allirahu är en liten ö utanför Ösels sydkust i Estland. Den ligger i landskapet Saaremaa (Ösel), i den västra delen av landet, 160 km sydväst om huvudstaden Tallinn.